# Elettrocatalisi

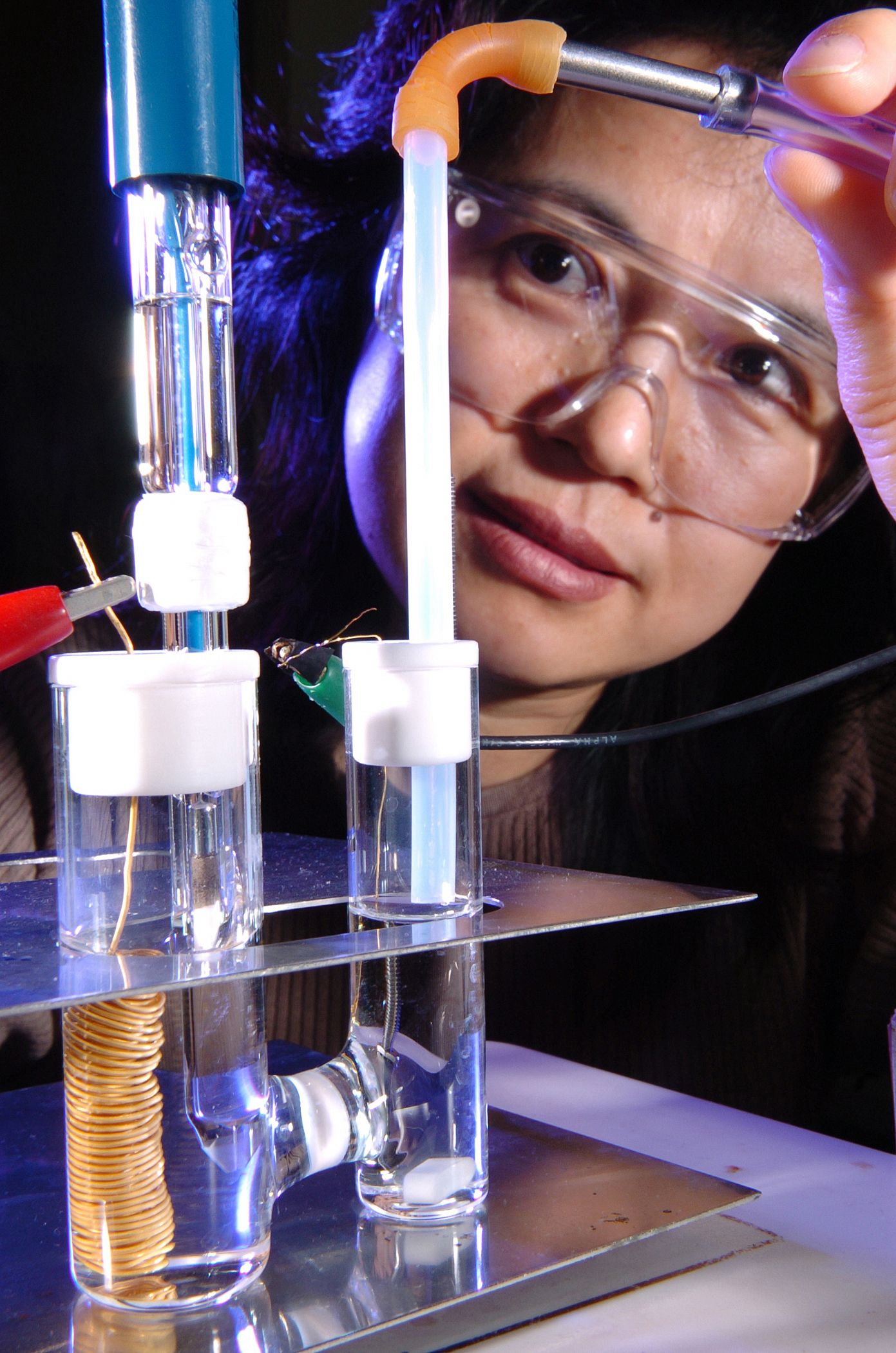
Misura della stabilità di un elettrocatalizzatore (catodo in platino).

In elettrochimica, con il termine elettrocatalisi si intende l'utilizzo di elettrodi costituiti da particolari materiali o sostanze chimiche che hanno lo scopo di aumentare la velocità di reazione di un processo elettrochimico.
Analogamente al caso della catalisi di reazioni non elettrochimiche, nel caso dell'elettrocatalisi la presenza dell'elettrocatalizzatore determina un meccanismo di reazione differente dal meccanismo di reazione che si avrebbe in assenza dell'elettrocatalizzatore; in particolare al meccanismo di reazione nel caso dell'elettrocatalisi corrisponde un'energia di attivazione più bassa.
Grazie all'elettrocatalisi si ha una diminuzione della sovratensione "ad alti campi" (cioè per elevati valori di potenziale di cella), che può essere dovuta a un aumento della densità di corrente di scambio oppure a una diminuzione del coefficiente di trasferimento ad alti campi (a causa della modifica del meccanismo di reazione).
In genere i sistemi catalitici sono costituiti da un metallo di supporto che viene ricoperto da un film di catalizzatore, in modo da abbattere i costi del catalizzatore (che in genere è costituito da metallo prezioso). La quantità di catalizzatore utilizzata è dell'ordine del milligrammo per cm2 di supporto (o anche meno).
Come nel caso della catalisi, nell'elettrocatalisi è necessario che il catalizzatore sia abbastanza stabile, cioè che non vada incontro a disattivazione.
Alcuni meccanismi attraverso cui si può avere la disattivazione del catalizzatore sono: avvelenamento, corrosione, erosione, sinterizzazione.

## Elettrocatalisi eterogenea
Nel caso di sistemi elettrochimici costituiti da un elettrodo solido (ad esempio in platino) e un elettrolita liquido, il processo avviene all'interfaccia tra le due fasi, per cui si parla di "elettrocatalisi eterogenea".
Nel caso di elettrocatalisi eterogenea, si utilizzano catalizzatori ad elevata porosità. La loro efficienza viene misurata attraverso il modulo di Thiele.
In particolare è necessario utilizzare catalizzatori che abbiano moduli di Thiele né troppo alti (altrimenti una pare del catalizzatore non rimane inutilizzata) né troppo bassi (altrimenti la superficie del catalizzatore non è sufficiente a raggiungere la velocità di reazione desiderata).

## Applicazioni

### Elettrocatalisi nei processi che coinvolgono idrogeno
Nei processi che coinvolgono idrogeno (ad esempio la produzione di idrogeno al catodo o sua ossidazione o idrogenazione) si utilizzano come elettrocatalizzatori i metalli del gruppo 10 (cioè platino, nichel o palladio).
In condizioni di pH elevato si utilizzano come elettrocatalizzatori soprattutto catodi in solfuri di nichel (NiS(x)) o nichel Raney (ma anche: leghe a base di nichel contenenti molibdeno, diossido di rutenio (RuO2) contenente ossidi di platino e ossidi di nichel drogati).
Come si vede dalla curva a vulcano dell'idrogeno (che per ogni elettrocatalizzatore rappresenta la sua densità di corrente di scambio e l'energia di legame tra il metallo M e l'idrogeno), per i metalli del gruppo 10 la densità di corrente di scambio è elevata nei processi in cui è coinvolto l'idrogeno e l'energia di legame M-H è abbastanza elevata da permettere un adeguato adsorbimento dell'idrogeno sulla superficie del metallo ma anche abbastanza bassa da permetterne il desorbimento a reazione avvenuta.
Le principali reazioni elementari coinvolte nei processi elettrocatalitici che coinvolgono idrogeno sono le seguenti:
reazione di Volmer: H2O + e- → H(ad) + OH-
reazione di Heyrovsky: H(ad) + H2O +e- → H2 + OH-
reazione di Tafel: 2H(ad) → H2
dove il pedice "ad" indica una specie chimica adsorbita alla superficie dell'elettrodo.

### Elettrocatalisi nei processi che coinvolgono ossigeno
Nei processi che coinvolgono ossigeno si utilizzano come elettrocatalizzatori metalli del gruppo 10 (platino, nichel o palladio) e loro ossidi.
Le principali reazioni elementari coinvolte nei processi elettrocatalitici che coinvolgono l'ossigeno, sono:
Me + H2O ⇄ MeOH + H+ + e-
MeOH ⇄ MeO + H+ + e-
2MeO ⇄ 2Me + O2
2MeO + RH → 2Me + ROH
dove Me indica il metallo e "R" un generico gruppo funzionale.
In condizioni di pH elevato si utilizzano come materiali di supporto acciaio inox o nichel, ricoperti con ossidi di cobalto o ossidi di ferro (o una miscela di entrambi); non si utilizzano ossidi di rutenio in quanto sono instabili a pH elevati.

In condizioni di pH basso si utilizza piombo passivato con PbO2 o più recentemente anodi di titanio passivato con TiO2, ricoperti con un opportuno catalizzatore, in particolare ossidi di platino-iridio addizionati con stabilizzatori meccanici (ossidi di tantalio o ossidi di tantalio-niobio).
Assieme a membrane in Nafion si usano invece ossidi di iridio o ossidi di rutenio-iridio.

### Elettrocatalisi nei processi che coinvolgono cloro
Per lo svolgimento di reazioni che coinvolgono cloro (processo cloro-soda) si utilizzano anodi dimensionalmente stabili in ossido di rutenio (RuO2).